# Anchoviella
Anchoviella es un género de peces anchoa de la familia Engraulidae, del orden Clupeiformes. Esta especie marina fue descubierta por Henry Weed Fowler en 1911.

## Especies
Especies reconocidas del género:
- Anchoviella alleni G. S. Myers, 1940
- Anchoviella balboae D. S. Jordan & Seale, 1926
- Anchoviella blackburni Hildebrand, 1943
- Anchoviella brevirostris Günther, 1868
- Anchoviella carrikeri Fowler, 1940
- Anchoviella cayenensis Puyo, 1946
- Anchoviella elongata Meek & Hildebrand, 1923
- Anchoviella guianensis C. H. Eigenmann, 1912
- Anchoviella jamesi D. S. Jordan & Seale, 1926
- Anchoviella juruasanga Loeb, 2012[2]
- Anchoviella lepidentostole Fowler, 1911
- Anchoviella manamensis Cervigón, 1982
- Anchoviella perezi Cervigón, 1987
- Anchoviella perfasciata Poey, 1860
- Anchoviella vaillanti Steindachner, 1908

### Lectura recomendada
- Nizinski, M.S. & T.A. Munroe 2003: Engraulidae (Pp. 764-794). In: Carpenter 2003. The living marine resources of the Western Central Atlantic, 2.